# Sikulové (Transylvánie)

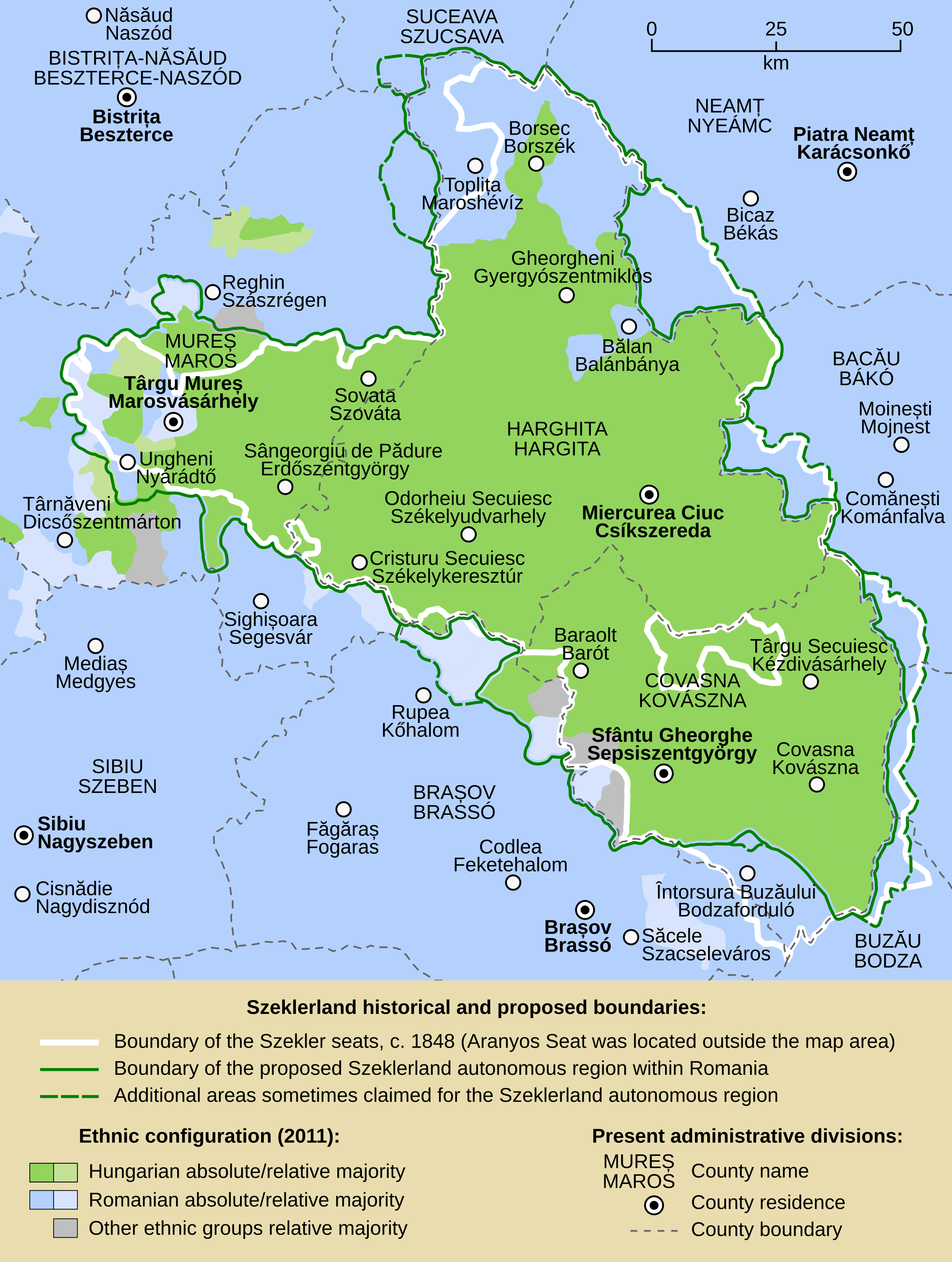
Etnické rozdělení regionu

Sikulové, též Sekulové, Sékelové, Székelyové (německy Szekler, maďarsky székelyek) je označení Maďarů, žijících ve východní Transylvánii, též známé jako Sikulsko (Székelyföld).

## Etymologie
Ve jméně Székelů se odráží maďarské slovo szék (sídlo, stolička); varianty székel (židle), székes (křeslo), széklet (stolec). Slovo je však staroturkického původu (osmanské seki, tatarské szeke, kazašské szeki); i zde znamená stoličku či podložku k sezení. V núristánských jazycích: sagās (syn); sagās ta (jeho synovi) – srov. Segesta.

## Původ
Původ Sikulů není zcela jednoznačný. Podle názoru některých se jedná o zmaďarizovaný turkický národ, jehož jméno v překladu snad znamená „příhraniční stráže“, nicméně dle názoru jiných mohou být Sikulové potomky Avarů, kteří v 9. století, v době příchodu Maďarů do Karpatské kotliny v této oblasti stále přežívali a jejichž říši Maďaři s konečnou platností rozvrátili.[zdroj?] Mužská linie bukovinských Sikulů ukazuje na etnickou podobnost s lidmi z jižní Evropy. V roce 1990 maďarský genetik Endre Czeizel Sikuly otestoval a zjistil, že jsou velmi úzce příbuzní Íráncům. Poznamenal také, že naopak nenašel příbuznost s Turky.

## Historie
Maďaři a sedmihradští Sasové představovali důležitou obrannou linii Uherska před Osmanskou říší. Krátce po první světové válce se Sikulsko připojilo k Rumunsku na základě Trianonské smlouvy, čímž začal letitý proces asimilace Sikulů do rumunského etnika.
Snahy o dosažení autonomní vlády v maďarsky mluvících regionech Rumunska sice doposud existují, nicméně rumunský prezident Traian Băsescu v roce 2009 prohlásil, že „Sikulsko nikdy nebude mít územní autonomii“.
Etnický původ Sikulů je možná odlišný od původu ostatních Maďarů, přestože mluví stejným jazykem; označovat Sikuly za samostatnou etnickou skupinu je nicméně diskutabilní. Z více než 665 000 Maďarů žijících v Rumunsku se v rumunském sčítání lidu přihlásilo k Sikulům pouze 532 lidí. Celkový počet etnických Maďarů v Rumunsku dosahuje počtu 1 434 377.

## Známé osobnosti
- Kelemen Mikes
- Jiří Dóža
- Sándor Kőrösi Csoma
- Róza Laborfalvi
- Imre Mikó
- Áron Gábor
- Mózes Székely
- Balázs Orbán
- Sámuel Teleki
- Elek Benedek
- Áron Márton
- Áron Tamási
- Pál Péter Domokos
- Tivadar Puskás
- Sándor Kányádi
- Sámuel Kálnoky